# Willshire (Ohio)
Willshire es una villa ubicada en el condado de Van Wert en el estado estadounidense de Ohio. En el Censo de 2010 tenía una población de 397 habitantes y una densidad poblacional de 410,95 personas por km².

## Geografía
Willshire se encuentra ubicada en las coordenadas 40°44′47″N 84°47′31″O / 40.74639, -84.79194. Según la Oficina del Censo de los Estados Unidos, Willshire tiene una superficie total de 0.97 km², de la cual 0.96 km² corresponden a tierra firme y (0.54%) 0.01 km² es agua.

## Demografía
Según el censo de 2010, había 397 personas residiendo en Willshire. La densidad de población era de 410,95 hab./km². De los 397 habitantes, Willshire estaba compuesto por el 97.73% blancos, el 1.01% eran afroamericanos, el 0.5% eran amerindios, el 0% eran asiáticos, el 0.25% eran isleños del Pacífico, el 0% eran de otras razas y el 0.5% pertenecían a dos o más razas. Del total de la población el 0.76% eran hispanos o latinos de cualquier raza.